# Лобно (гора)
Лобно — гора в Новоржевском районе Псковской области, одна из вершин Бежаницкой возвышенности. Расположена на северо-западном берегу озера Лобно, в 20 км к югу от Новоржева. Абсолютная высота — 337,9 м.
На вершине стоит полуразрушенная церковь и остатки погоста. У подножия горы расположены деревни Харитоново, Наумково, Власково. В 1,5 км к западу находится высшая точка Бежаницкой возвышенности — гора Липницкая (339,4 м).